# Grallaria rufula
El tororoí rufo (en Perú)  (Grallaria rufula), también denominado tororoi flautista (en Colombia), gralaria rufa (en Ecuador), hormiguero pichón rufo (en Venezuela) o chululú pichón rufo, es una especie de ave paseriforme de la familia Grallariidae, perteneciente al numeroso género Grallaria, anteriormente incluido en Formicariidae. Algunos autores sostienen que la presente se divide en más de una especie. Es nativa de la región andina del noroeste y centro oeste de América del Sur.

## Distribución y hábitat
Se distribuye desde el noreste de Colombia y noroeste de Venezuela, a lo largo de los Andes, por Ecuador, hasta el sureste de Perú y centro oeste de Bolivia.
Esta especie es considerada ampliamente diseminada y localmente común en su hábitat natural: el suelo o cerca de él, de bosques húmedos de montaña tropicales o subtropicales entre los 2200 y los 3300 m de altitud. No se encuentra amenazada.

## Sistemática

### Descripción original
La especie G. rufula fue descrita por primera vez por el naturalista francés Frédéric de Lafresnaye en 1843 bajo el mismo nombre científico; la localidad tipo es: «Bogotá, Colombia».

### Etimología
El nombre genérico femenino «Grallaria» deriva del latín moderno «grallarius»: que camina sobre zancos; zancudo; y el nombre de la especie «rufula», proviene del latín «rufulus»: rojizo, «rufus»: rufo.

### Taxonomía
Los datos genéticos indican que la presente es hermana de Grallaria blakei. Las vocalizaciones de las subespecies  presentan una considerable variación geográfica, inclusive dentro de la propia subespecie nominal, lo que indica que es necesaria una profunda revisión de los límites de esta especie, que se trataría de múltiples especies, como anticipado por Ridgely & Tudor (2009).
La subespecie G. rufula saltuensis, de la Serranía del Perijá en la frontera entre Colombia y Venezuela, es considerada como especie separada de la presente: el tororoí del Perijá  (Grallaria saltuensis) por las clasificaciones Aves del Mundo (HBW) y Birdlife International (BLI) con base en diferencias morfológicas, de plumaje y vocales.

### Subespecies
Según las clasificaciones del Congreso Ornitológico Internacional (IOC) y Clements Checklist v.2018, se reconocen siete subespecies, con su correspondiente distribución geográfica:
- Grallaria rufula spatiator Bangs, 1898 – norte de Colombia en la Sierra Nevada de Santa Marta.
- Grallaria rufula saltuensis Wetmore, 1946 – Serranía del Perijá, en la frontera Colombia - Venezuela.
- Grallaria rufula rufula Lafresnaye, 1843 – suroeste de Venezuela (este y oeste de Táchira) y Andes de Colombia (cordillera Oriental, parte norte de la cordillera Occidental y mitad de la Central) hacia el sur hasta el extremo norte de Perú.
- Grallaria rufula cajamarcae (Chapman, 1927) – a oeste de los Andes de Perú en el sur de Cajamarca.
- Grallaria rufula obscura Berlepsch & Stolzmann, 1896 – Andes centrales de Perú (al sur hasta Junín).
- Grallaria rufula occabambae (Chapman, 1923) – sureste de Perú (Cuzco) hacia el sureste hasta el oeste de Bolivia (oeste de La Paz).
- Grallaria rufula cochabambae J. Bond & Meyer de Schauensee, 1940 – centro de Bolivia (norte de Cochabamba, posiblemente también hacia el oeste hasta el centro de La Paz).